# Ermitage rupestre de Campo de Ebro
L'ermitage rupestre de Campo de Ebro (en espagnol : Eremitorio rupestre de Campo de Ebro ou Ermita rupestre de Campo de Ebro), aussi connu sous le nom d'église [rupestre] de San Miguel (en espagnol : Iglesia [rupestre] de San Miguel) est un petit ermitage rupestre d'origine wisigothique situé dans le hameau de Campo de Ebro, près de Valderredible, en Cantabrie.
Creusé dans la roche entre le VIe et le Xe siècle, il est constitué d'une seule nef rectangulaire terminée par une abside quadrangulaire.
L'ermitage est vraisemblablement un ancien temple païen converti en petite église autour du VIe siècle. Au début du XXe siècle, il servira d'école puis, lors de la guerre civile espagnole, de refuge pour les habitants des environs.
L'ermitage est déclaré Bien de Interés Cultural en 1985.

## Galerie

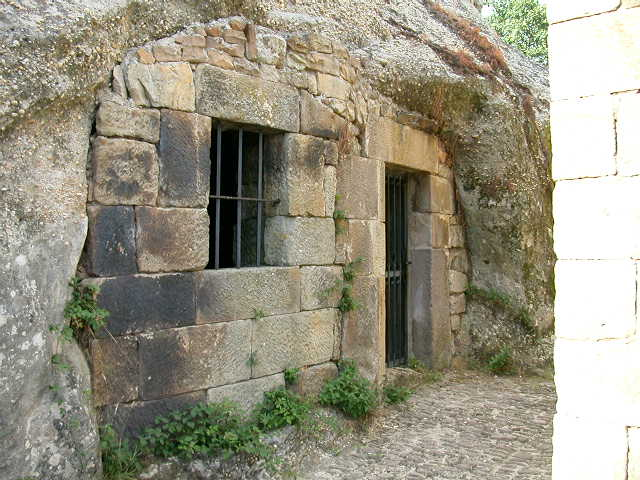
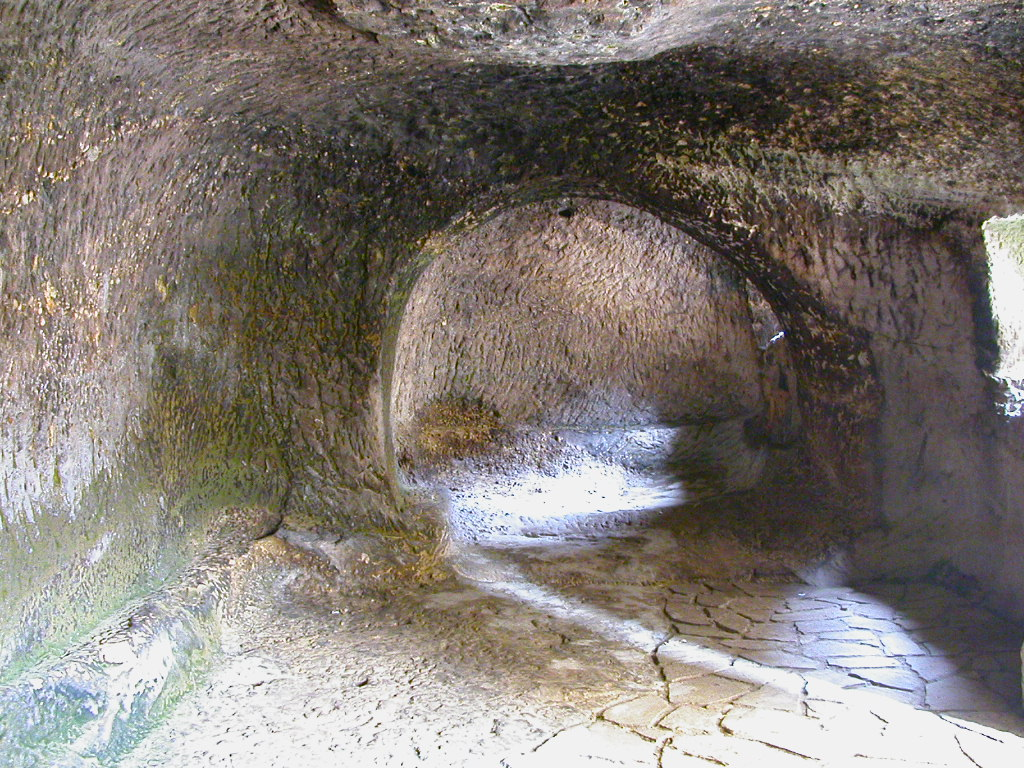
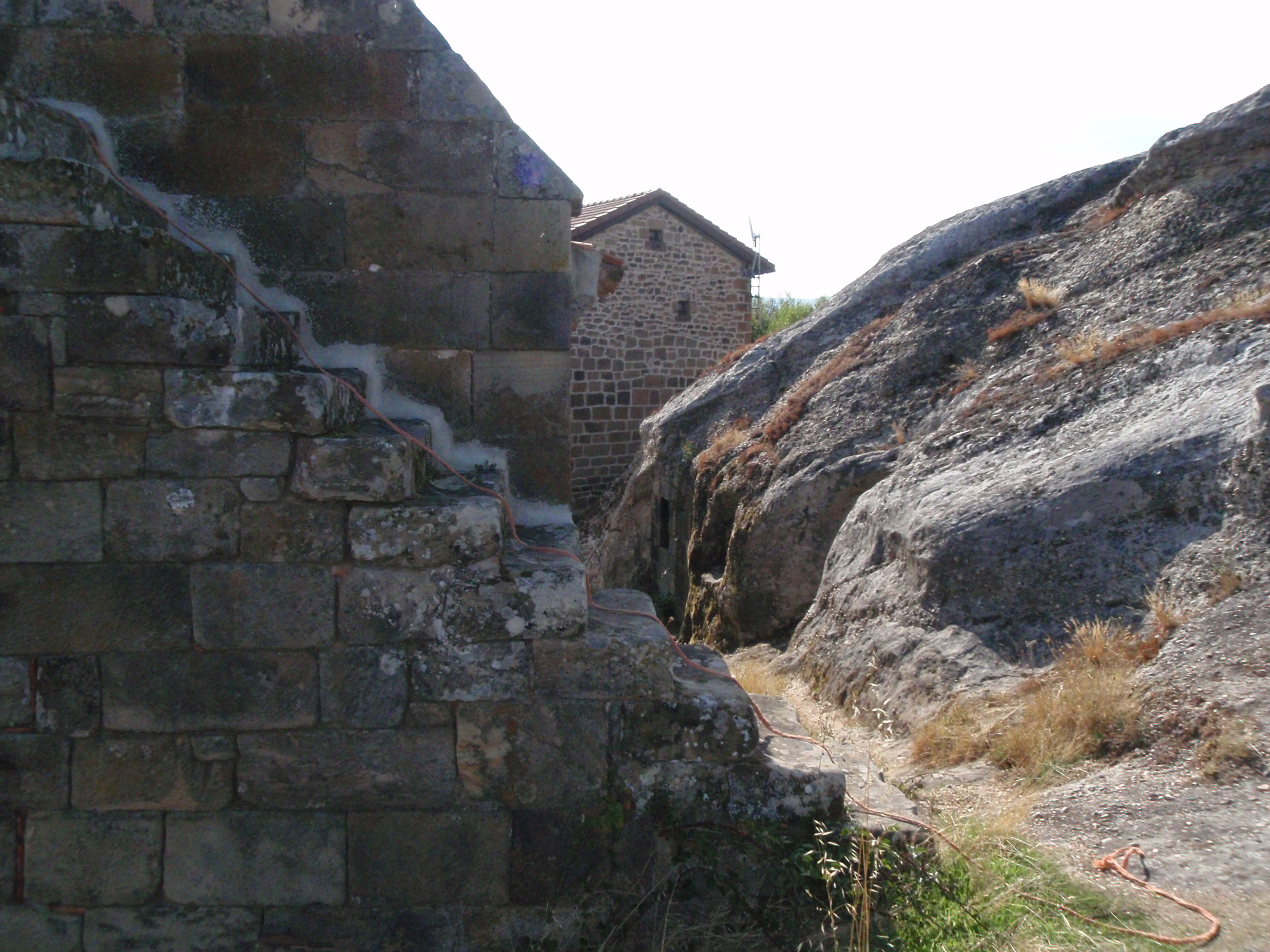